# 빅 나티
빅 나티(BIG Naughty, 본명: 서동현, 2003년 6월 2일 ~ )는 대한민국의 래퍼이다. 2019년에 《쇼미더머니8》에 출연하여 화제가 되었다. 하이어 뮤직과 계약한 후 EP Bucket List (2021)와 낭만(2022)을 발매했다.

## 학력
- 한양초등학교 (졸업)
- 대명중학교
- 대원외국어고등학교 일본어과 (졸업)[1]

## 경력

### 2019-2020: <쇼미더머니8> 출연과 하이어 뮤직과의 계약
빅 나티는 2019년 7월에 <쇼미더머니8>에 출연하여 주목을 받았다. 싱글 "바다", "문제", "전화번호", "Astronaut"을 발매한 후 3등으로 마무리했다. 10월에 하이어 뮤직과 전속계약을 체결했고, 11월에 데뷔 싱글 "시발점 Remix"를 발매했다. 2020년에 하이어 뮤직의 컴필레이션 음반 H1ghr: Red Tape과 H1ghr: Blue Tape에 참여했고, 이는 한국 힙합 어워즈 올해의 힙합 앨범 후보에 올랐다.

### 2021-2022:Bucket List와낭만
빅 나티는 2021년에 데뷔 EP Bucket List를 발매했다. 2022년 1월에 한국 힙합 어워즈 올해의 신인 아티스트 후보에 올랐고, 6월에 R&B EP 낭만을 발매했다. 7월에 음악 프로듀싱 경연 TV 프로그램 <리슨 업>에 출연했다.

## 예술성
빅 나티는 싱잉 랩으로 잘 알려져 있다. 그는 자신이 래퍼보다 R&B 가수에 가깝다고 생각한다. 자신에게 많은 영향을 준 음악가로 빈지노를 꼽았다.

## 음반 목록

### EP
| 제목        | 상세                                                                        | 차트 최고 순위 |
| 제목        | 상세                                                                        | KOR            |
| ----------- | --------------------------------------------------------------------------- | -------------- |
| Bucket List | - 발매일: 2021년 2월 25일 - 레이블: 하이어 뮤직 - 형식: CD, 디지털 다운로드 | 31             |
| 낭만        | - 발매일: 2022년 6월 9일 - 레이블: 하이어 뮤직 - 형식: CD, 디지털 다운로드  | 15             |

### 싱글
| 제목                                                                       | 연도      | 차트 최고 순위 | 음반                   |
| 제목                                                                       | 연도      | KOR            | 음반                   |
| -------------------------------------------------------------------------- | --------- | -------------- | ---------------------- |
| "바다" (with 우디 고차일드, 최엘비, 양홍원, 칠린 호미) (Feat. 기리보이)    | 2019      | 48             | 쇼미더머니 8 Episode 2 |
| "CCTV" (with 릴 타치) (Feat. 릴러말즈)                                     | 2019      | 180            | 쇼미더머니 8 Episode 3 |
| "문제" (Feat. 쿠기)                                                        | 2019      | 82             | 쇼미더머니 8 Episode 4 |
| "전화번호" (Feat. 기리보이)                                                | 2019      | —              | 쇼미더머니 8 Final     |
| "Astronaut"                                                                | 2019      | —              | 쇼미더머니 8 Final     |
| "급Sick" (with 미누, 래원, 베이니플)                                       | 2019      | —              | 쇼미더머니 8 Final     |
| "시발점 Remix" (Feat. 버벌진트, 빈지노)                                    | 2019      | —              | 비음반 싱글            |
| "휴" (Feat. 기리보이)                                                      | 2019      | —              | 비음반 싱글            |
| "VVS (H1ghr Remix)" (with pH-1, 트레이드 L, 우디 고차일드, 박재범, 키드킹) | 2021      | 108            | 굴젓                   |
| "커피가게 아가씨" (Feat. 원슈타인)                                         | 2021      | —              | Bucket List            |
| "털어!" (Feat. 미누, 베이니플, 스월비, 래원, 이영지, 릴 네크, 디아크)      | 2021      | —              | "SIKE"!                |
| "Bourgeois" (Feat. 지올 팍)                                                | 2021      | —              | HANG OUT               |
| "Home" (with 엑시, 레이든)                                                 | 2021      | —              | IDOL OST               |
| "Stab" (Feat. eaJ)                                                         | 2021      | —              | 비음반 싱글            |
| "In My Mood"                                                               | 2021      | —              | 비음반 싱글            |
| "It's Seoul, I'm Here" (with 키드 밀리, 론)                                | 2022 2023 | —              | 서울체크인 OST         |
| "정이라고 하자" (Feat. 10cm)                                               | 2022 2023 | 5              | 낭만                   |
| "Lovey Dovey" (Feat. 미노이)                                               | 2022 2023 | —              | 낭만                   |
| "Vancouver"후속작 "사랑이라 믿었던 것들"                                   | 2022 2023 | 128            | 낭만                   |
| "연애의 발명"                                                              | 2022 2023 | 122            | 연애의 발견 OST        |

## 출연 작품

### TV
| 연도 | 제목          | 역할   | 각주   |
| ---- | ------------- | ------ | ------ |
| 2019 | <쇼미더머니8> | 참가자 | [ 2 ]  |
| 2022 | <리슨 업>     | 참가자 | [ 7 ]  |
| 2022 | <복면가왕>    | 참가자 | [ 12 ] |

## 수상 및 후보
| 시상식                     | 연도 | 후보            | 부문                    | 결과 | 각주   |
| -------------------------- | ---- | --------------- | ----------------------- | ---- | ------ |
| 멜론 뮤직 어워드           | 2022 | 본인            | 탑 10                   | 후보 | [ 13 ] |
| 멜론 뮤직 어워드           | 2022 | 본인            | 베스트 솔로 남자        | 후보 | [ 13 ] |
| 멜론 뮤직 어워드           | 2022 | 본인            | 베스트 뮤직 스타일      | 수상 | [ 14 ] |
| 멜론 뮤직 어워드           | 2022 | 10cm & 빅 나티  | 베스트 컬레버레이션     | 수상 | [ 14 ] |
| 엠넷 아시안 뮤직 어워드    | 2022 | "딱 10cm만"     | 베스트 컬레버레이션     | 후보 | [ 15 ] |
| 엠넷 아시안 뮤직 어워드    | 2022 | "정이라고 하자" | 베스트 힙합 & 어반 뮤직 | 후보 | [ 15 ] |
| 지니 뮤직 어워드           | 2022 | "정이라고 하자" | 올해의 음원             | 후보 | [ 16 ] |
| 한국 힙합 어워즈           | 2022 | 본인            | 올해의 아티스트         | 후보 | [ 5 ]  |
| 제37회 골든디스크 시상식   | 2023 | 본인            | 디지털 음원 부문 본상   | 후보 |        |
| 제37회 골든디스크 시상식   | 2023 | 본인            | R&B 부문 베스트 힙합상  | 수상 |        |
| 제32회 하이원 서울가요대상 | 2023 | 본인            | R&B 부문 힙합상         | 수상 |        |

### 내용주
1. ↑  "커피가게 아가씨"는 가온 디지털 차트에 진입하지 못했으나 가온 다운로드 차트 67위를 기록했다.
2. ↑  "털어!"는 가온 디지털 차트에 진입하지 못했으나 가온 다운로드 차트 84위를 기록했다.

### 참조주
1. ↑  “빅나티(BIG Naughty)”. 《마리끌레르》.
2. 1 2  김수경 (2019년 9월 28일). “'쇼미더머니8' 우승자는 펀치넬로...서동현·안병웅·브린, 루키의 탄생”. 《한국경제》.
3. ↑  김주희 (2019년 10월 7일). “[공식] 서동현, 하이어뮤직과 전속계약 체결..박재범과 한솥밥”. 《서울경제》.
4. ↑  “한국 힙합 어워즈 2021 후보”. 《한국 힙합 어워즈》.
5. 1 2  “한국 힙합 어워즈 2022 후보”. 《한국 힙합 어워즈》.
6. ↑  김현식 (2022년 6월 10일). “신예 뮤지션 빅나티, R&B 앨범 '낭만' 발매”. 《이데일리》.
7. 1 2  양소영 (2022년 7월 30일). “'리슨업' 오늘(30일) 첫방…즐거운 경연 파티가 온다”. 《스타투데이》.
8. ↑  한수진 (2022년 5월 6일). “[뉴트랙 쿨리뷰] 빅나티(서동현)가 헤이터들 입막음 하는 법”. 《아이즈》.
9. ↑  이태수 (2022년 6월 26일). “스무살 빅나티의 낭만論…"음미해야 느껴지는 끝맛 같은 것"”. 《연합뉴스》.
10. ↑  “힙합 따라잡기 ＃40 - 빅나티가 사랑한 뮤지션은?”. 《지니 뮤직》.
11. 1 2  “서동현”. 《가온 차트》. 2022년 7월 10일에 확인함.
12. ↑  김지영 (2022년 8월 28일). “'복면가왕' 빅나티=호캉스, 2라운드서 탈락 "롤모델 박재범"”. 《아이뉴스24》.
13. ↑  Lim, Glenda (2022년 11월 10일). “2022 Melon Music Awards unveils nominees: Jay Park, BTS, Blackpink, Seventeen, IU, Le Sserafim and more”. 《Bandwagon Asia》.
14. ↑  “Here are the winners of the 2022 Melon Music Awards - BTS, Ive, StayC, IU, Le Sserafim, Monsta X, and more”. 《Bandwagon Asia》. 2022년 11월 26일.
15. ↑  Basbas, Franchesca (2022년 10월 24일). “BTS, Blackpink, J-Hope, NewJeans, Twice, TXT, and more nominated at MAMA Awards 2022”. 《Bandwagon Asia》.
16. ↑  강보라 (2022년 10월 6일). “임영웅·이찬원→NCT드림·아이브·아이유, 지니뮤직어워드 올해의 가수 후보”. 《싱글리스트》.